# Aulamorphus variabilis
Aulamorphus variabilis là một loài bọ cánh cứng trong họ Chrysomelidae. Loài này được Gahan miêu tả khoa học năm 1909.